# سارت-لوبوو
سارت-لوبوو (انگلیسی: Sart-Lobovo) یک شهرک در شهرستان ایگلینسکی استان باشقیرستان کشور روسیه است.